# Marcelo Marinho
Marcelo dos Santos Marinho (Mococa, 2 de março de 1984) é um ex-futebolista brasileiro que atuava como goleiro. Filho do empresário Estelivaldo Marinho e Maria  Marinho, irmãos Estelinaldo Marinho, Marcia Erica Marinho, Marcela Marinho 

## Títulos
Corinthians
- Campeonato Brasileiro: 2005[3]

Penapolense
- Campeonato Paulista do Interior: 2014